# Poison (chanson)
Pour les articles homonymes, voir Poison.
Singles de Alice Cooper
Freedom
(1987) Bed of Nails
(1989)
Poison est une chanson d'Alice Cooper extraite de l'album Trash, le titre a été écrit et composé par Alice Cooper, Desmond Child et John McCurry.
Le single a été classé en 7e position du Billboard Hot 100 le 25 novembre 1989 et est resté classé dix-neuf semaines dans ce classement. Poison a atteint la seconde place au Royaume-Uni deux semaines après la sortie du single, la première place fut occupée par le groupe britannique Jive Bunny and the Mastermixers avec le titre Swing the Mood.

## Clip vidéo
Il existe deux versions du vidéoclip de Poison où l'on peut voir Alice Cooper enchaîné à un mécanisme pendant qu'un spectre représentant une femme se dresse sur lui.
La vidéo originale a dû être censurée, le modèle Rana Kennedy ne portant rien d'autre qu'un string noir. Les parties concernées ont été remplacées. Dans la version finale du clip, Rana Kennedy porte un corset pour couvrir ses seins.

## Reprises
Poison est le premier single de l'album 7 Years and 50 Days reprit par le groupe de musique électronique Groove Coverage. Le titre a été aussi repris par la chanteuse finlandaise Tarja Turunen, sur l'album My Winter Storm sorti en 2007.

## Composition du groupe
- Alice Cooper – chants
- John McCurry – guitare
- Hugh McDonald – basse, chœurs
- Bobby Chouinard – batterie
- Alan St. John – claviers

## Liste des titres
| 1. | Poison                                                            | Alice Cooper, Desmond Child, John McCurry | 4:30 |
| 2. | Ballad of Dwight Fry (live at Cincinnati Gardens by Westwood One) | Alice Cooper, Bob Ezrin                   | 7:22 |
| 3. | Cold Ethyl (live at Cincinnati Gardens by Westwood One)           | Alice Cooper, Michael Bruce               | 3:12 |

| A. | Poison | Alice Cooper, Desmond Child, John McCurry              | 4:28 |
| B. | Trash  | Alice Cooper, Desmond Child, Mark Frazier, Jamie Sever | 4:00 |

## Remixes
- Radio Version (3.05)
- Rock The Radio Mix (3.26) [aussi connu sous Rock Mix]
- Club Mix Short (3.27)
- Extended Version (5.04)
- Club Mix (6.07)
- Tune Up! Remix (5.38)
- The Paragod Remix (5.40)
- Friday Night Posse Remix (5.50)
- KB Project Remix (5.27)
- Scott Brown Remix (5.25)
- Ultimix Extended
- Ultimix Edit
- Josh Harris Radio Edit
- Josh Harris Club Mix
- Josh Harris Dub

## Charts
| Pays             | Chart                | Meilleure position | Total semaine | Réf    |
| ---------------- | -------------------- | ------------------ | ------------- | ------ |
| Allemagne        | Media Control Charts | 25                 | 19            | [ 6 ]  |
| Australie        | ARIA Charts          | 3                  | 21            | [ 7 ]  |
| États-Unis       | Billboard Hot 100    | 7                  | 19            | [ 2 ]  |
| Irlande          | Irish Singles Chart  | 3                  | 7             | [ 8 ]  |
| Norvège          | VG-lista             | 3                  | 12            | [ 9 ]  |
| Nouvelle-Zélande | RIANZ                | 2                  | 18            | [ 10 ] |
| Pays-Bas         | MegaCharts           | 8                  | 12            | [ 11 ] |
| Royaume-Uni      | UK Singles Chart     | 2                  | 12            | [ 3 ]  |
| Suède            | Sverigetopplistan    | 10                 | 10            | [ 12 ] |
| Suisse           | Swiss Music Charts   | 13                 | 18            | [ 13 ] |